# Sirtós

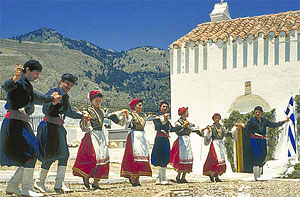
Greckie kobiety w tradycyjnych strojach tańczące Sirtós

Sirtós – a właściwie sirtós chorós (gr. συρτóς χορóς), co w tłumaczeniu oznacza taniec „krzesany” (istnieje również pidhiktos choros (gr. πιδικτóς χορóς) – „taniec podskakiwany“), to najbardziej tradycyjny rodzaj ludowego tańca greckiego.
Niemal każda wyspa grecka ma swój odrębny rodzaj Sirtós, przykładowo Sirtós Skiros, Sirtos Silivrianos z wyspy Náxos, lub Chaniótikos (Sirtós z wysp Chania, Kreta). Lecz również w kontynentalnej części Grecji tańczy się tańce (np. Sirtos z Sarakatsani), w których nazwie zawarte jest słowo sirtos, choć nie mają one nic wspólnego z tradycyjnym rytmem sirtosa (2/4 długi-krótki-krótki). Sirtós tańczy się w półkolu (dowolna liczba tancerzy).
W 1964 roku powstał zainspirowany sirtósem, pseudoludowy taniec, Sirtaki (zdrobnienie od sirtós) znany z filmu „Grek Zorba”.